# 响度战争

以同一首歌的音量波型图为例，自1983年起的混音变化。到2000年形成了混音业所诟病的「砖墙压缩」（Brick wall limiting），因为波型图看起来像一幅砖墙而得名

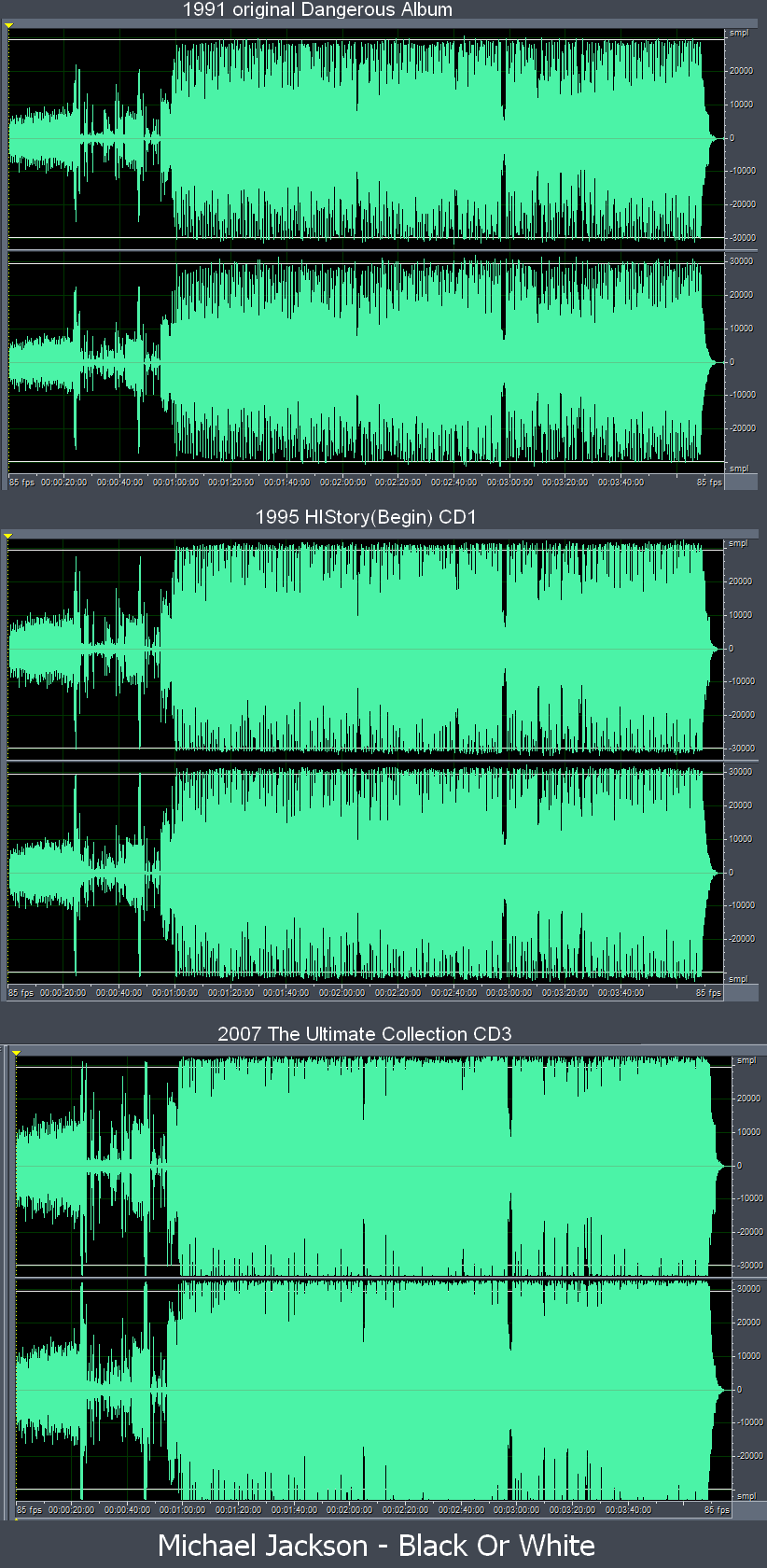
Michael Jackson - Black or White

响度战争（英語：loudness war）或音量竞赛（英語：loudness race）指的是音乐录音的电平逐渐提升的倾向，而这会降低音频的保真度，并有许多评论家称这样的潮流亦会影响听众享受音乐。早在1940年代，就有报告指出了7英寸单曲唱片的母带制作实践中响度的提升。这样的模拟录音的最大峰值电平受限于从音源到听众的链条上各种电子设备的规格，如黑胶唱机和磁带播放器。1990年代以来，随着能够将响度进一步提升的数字信号处理的引入，这个问题引起了新一轮的关注。
激光唱片（CD）标准中，音频被编码为有明确定义的最大峰值振幅的数字格式。当一张唱片已达到最大幅值后，响度仍然可以通过动态范围压缩和均衡器等技术得到进一步提升。工程师们可以在录音上应用比例越来越高的压缩，使其更频繁地达到最大幅值。在极端的案例中，提高响度的操作会导致削波和其他可闻的失真。应用极端的动态范围压缩和其他方法的现代录音会为了响度而牺牲音质。响度的竞争升级使众音乐粉丝和音乐媒体从业者将受影响的专辑称为“响度战争的受害者”。

## 原理
在短时间内，响度更大的音乐让一般听众感觉声音更好听。所以商业作品希望在响度上不输于其他作品。
假设音量上限为0dB，一个段落原本的响度为：
-4dB -2dB -6dB
响度提升的第一阶段是整体提升(所有响度+2dB)，亦即：
-2dB 0dB -4dB
由于第二个响度已经达到最大，无法再进行整体提升，所以只能将未达到最大响度的部分按比例提升（亦即压缩）：
-1dB 0dB -2dB
可以看到，压缩以后，响度再次得到了提升。但是动态范围（最大响度与最小响度之差）变成了2dB，而原本的动态范围是4dB。

## 影响
响度战争让当代的音乐听起来比以前“更响”。主要的负面影响包括：
1. 由于所有响度都尽量向最大响度靠近，音乐失去了动态范围，变得没有起伏
2. 习惯听响度较大、没有起伏的音乐以后，听众对音乐的细节产生疲劳、失去兴趣
3. 损伤听力